# Olympische Sommerspiele 1992/Teilnehmer (Bahamas)
| Gelbes Symbol für Goldmedaillen mit stilisierten Olympischen Ringen | Graues Symbol für Silbermedaillen mit stilisierten Olympischen Ringen | Braundes Symbol für Bronzemedaillen mit stilisierten Olympischen Ringen |
| ------------------------------------------------------------------- | --------------------------------------------------------------------- | ----------------------------------------------------------------------- |
| —                                                                   | —                                                                     | 1                                                                       |

Die Bahamas nahmen an den Olympischen Sommerspielen 1992 in Barcelona, Spanien, mit einer Delegation von 14 Sportlern (zwölf Männer und zwei Frauen) teil.

## Medaillengewinner

### Bronze
| Name             | Sportart       | Wettkampf  |
| ---------------- | -------------- | ---------- |
| Frank Rutherford | Leichtathletik | Dreisprung |

## Teilnehmer nach Sportarten

### Leichtathletik
- Troy Kemp
Hochsprung: 7. Platz

- Ian Thompson
Hochsprung: 16. Platz in der Qualifikation

- Craig Hepburn
Weitsprung: 13. Platz in der Qualifikation

- Frank Rutherford
Dreisprung: Bronze

- Wendell Lawrence
Dreisprung: 17. Platz in der Qualifikation

- Norbert Elliott
Dreisprung: 17. Platz in der Qualifikation

- Pauline Davis-Thompson
Frauen, 100 Meter: Halbfinale
Frauen, 200 Meter: Halbfinale

- Jackie Edwards
Frauen, Weitsprung: 20. Platz in der Qualifikation

### Schwimmen
- Allan Murray
50 Meter Freistil: 21. Platz
100 Meter Freistil: 43. Platz

- Timothy Eneas
100 Meter Rücken: 48. Platz
100 Meter Schmetterling: 59. Platz

### Segeln
- Steven Kelly
Star 17. Platz

- Billy Holowesko
Star 17. Platz

### Tennis
- Roger Smith
Einzel: 33. Platz
Doppel: 17. Platz

- Mark Knowles
Doppel: 17. Platz